# Stazione di Patsch
La stazione di Patsch è una fermata ferroviaria posta sulla linea Innsbruck-Brennero. Serve il comune di Patsch.

## Storia

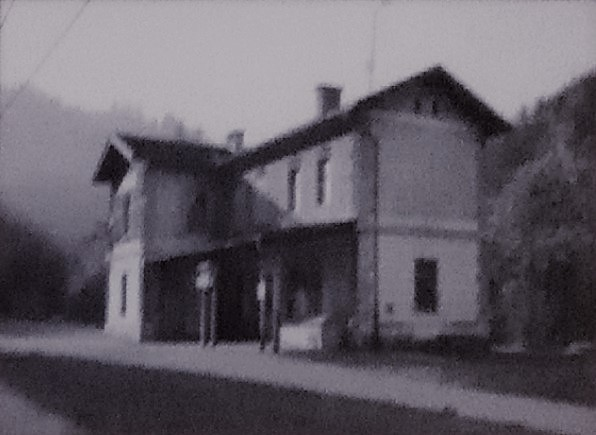
Il fabbricato viaggiatori di Patsch con integrata la stazione per il rifornimento dell'acqua

La fermata venne inaugurata nel 1867 insieme alla tratta Innsbruck-Brennero.

## Strutture e impianti
È composta da un fabbricato viaggiatori e due binari.